# Live from London (Bon Jovi)
Live From London è un concerto dei Bon Jovi, pubblicato nel 1995.  È il primo a essere direttamente prodotto dal gruppo stesso (il precedente Keep the Faith: An Evening with Bon Jovi era stato originariamente trasmesso per conto di MTV) ed è stato girato il 25 giugno 1995 al vecchio stadio di Wembley di Londra, davanti a 72.000 spettatori, durante il These Days Tour. La registrazione dura circa 90 minuti, anche se molte canzoni del concerto originale sono state tagliate.
Il concerto fu originariamente pubblicato in VHS nel 1995, e successivamente in DVD nel 2003. In seguito, fu anche incluso nel cofanetto Cross Road: Deluxe Sound & Vision, insieme al greatest hits originale rimasterizzato, e un CD Bonus contenente alcune b-sides e rarità del gruppo.
Rispetto alla versione VHS, quella DVD non contiene materiale aggiuntivo o extra, e il concerto stesso non è stato rimasterizzato. L'evento, infatti, rimane visibile in widescreen letterbox e udibile in 2.0 stereo.
Il video bonus di These Days contiene le immagini del concerto al Wembley Stadium e l'audio originale della canzone registrata in studio, ma non è il videoclip originale del brano.
Il brano I Don't Like Mondays (cantato in duetto con Bob Geldof) non appare nella VHS e del DVD, ma la registrazione audio è stata inclusa nella compilation live del 2001 One Wild Night Live 1985-2001.

## Tracce
1. Livin' on a Prayer – 6:35 (Jon Bon Jovi, Richie Sambora, Desmond Child)
2. You Give Love a Bad Name – 4:05 (Jon Bon Jovi, Richie Sambora, Desmond Child)
3. Keep the Faith – 7:28 (Jon Bon Jovi, Richie Sambora, Desmond Child)
4. Always – 7:18 (Jon Bon Jovi)
5. Blaze of Glory – 5:53 (Jon Bon Jovi)
6. Lay Your Hands on Me – 9:53 (Jon Bon Jovi, Richie Sambora)
7. I'll Sleep When I'm Dead – 4:18 (Jon Bon Jovi, Richie Sambora, Desmond Child)
8. Papa Was a Rolling Stone / I'll Sleep When I'm Dead (Reprise) – 3:35 (Barrett Strong, Norman Whitfield / Jon Bon Jovi, Richie Sambora, Desmond Child) – Papa Was a Rolling Stone è la cover dell'omonimo brano dei The Temptations
9. Bad Medicine – 5:42 (Jon Bon Jovi, Richie Sambora, Desmond Child)
10. Shout / Bad Medicine (Reprise) – 3:22 (Rudolph Isley, Ronald Isley, O'Kelly Isley, Jr. / Jon Bon Jovi, Richie Sambora, Desmond Child) – Shout è la cover dell'omonimo brano degli Isley Brothers
11. Hey God – 7:25 (Jon Bon Jovi, Richie Sambora)
12. Wanted Dead or Alive – 7:45 (Jon Bon Jovi, Richie Sambora)
13. This Ain't a Love Song / Dry County (versione studio, estratto) - titoli di coda – 9:47 (Jon Bon Jovi, Richie Sambora, Desmond Child / Jon Bon Jovi)
14. These Days (Video bonus) – 6:46 (Jon Bon Jovi, Richie Sambora)

Durata totale: 89:52

## Il concerto originale
Quella che segue è la scaletta dei brani effettivamente eseguiti quella serata
1. Livin' on a Prayer
2. You Give Love a Bad Name
3. Wild in the Streets
4. Keep the Faith
5. Blood on Blood
6. Always
7. I'd Die for You
8. Blaze of Glory
9. Runaway
10. Dry County
11. Lay Your Hands on Me
12. I'll Sleep When I'm Dead
(con alcuni brevi intermezzi di Papa Was a Rolling Stone e Jumping Jack Flash)
13. Bad Medicine
(con un breve intermezzo di Shout)

Encore
1. Bed of Roses
2. Hey God
3. These Days
4. Rockin' All Over the World
(cover dell'omonimo brano di John Fogerty)
5. I Don't Like Mondays – duetto con Bob Geldof
(cover dell'omonimo brano dei Boomtown Rats)

Encore 2
1. Wanted Dead or Alive
2. Stranger in this Town – Richie Sambora alla voce
(brano solista di Richie Sambora)
3. Someday I'll Be Saturday Night
4. This Ain't a Love Song

## Musicisti

### Bon Jovi
- Jon Bon Jovi - voce principale, chitarra ritmica, maracas (Keep The Faith)
- Richie Sambora - chitarra principale, cori
- David Bryan - tastiere, cori
- Tico Torres - batteria, percussioni

### Aggiuntivi
- Hugh McDonald - basso